# Blask (film)
Blask (ang. Shine) – australijski dramat biograficzny z 1996 roku w reżyserii Scotta Hicksa, oparty na życiu pianisty Davida Helfgotta. Zdjęcia kręcono w Adelaide, Sydney i Londynie.

## Opis fabuły
Australia, lata 50. David Helfgott już jako dziecko objawiał talent muzyczny. Jego ojciec, Peter, chciał kierować jego karierą. David po pierwszych sukcesach otrzymuje propozycję wyjazdu na stypendium do USA, ale ojciec nie zgadza się. Po wygraniu konkursu pianistycznego otrzymuje propozycję wyjazdu na stypendium do Królewskiej Szkoły Muzycznej w Londynie. Wbrew woli ojca wyjeżdża.

## Obsada
- Geoffrey Rush jako David Helfgott (dorosły)
- Noah Taylor jako David Helfgott (nastolatek)
- Alex Rafalowicz jako David Helfgott (dziecko)
- Armin Mueller-Stahl jako Peter Helfgott
- Justin Braine jako Tony
- Sonia Todd jako Sylvia
- Chris Haywood jako Sam
- Lynn Redgrave jako Gillian
- Nicholas Bell jako Ben Rosen
- Googie Withers jako Katharine Susannah Prichard

## Nagrody
Oscary 1997:
- najlepszy aktor pierwszoplanowy (Geoffrey Rush)

Złote Globy 1997:
- najlepszy aktor w dramacie (Geoffrey Rush)

BAFTA 1997:
- najlepszy aktor pierwszoplanowy (Geoffrey Rush)
- najlepszy dźwięk (Gareth Vanderhope, Jim Greenhorn, Livia Ruzic, Roger Savage, Toivo Lember)

Amerykańska Gildia Aktorów Filmowych 1997:
- najlepszy aktor w roli głównej (Geoffrey Rush)

Bostońskie Stowarzyszenie Krytyków Filmowych 1996:
- najlepszy aktor pierwszoplanowy (Geoffrey Rush)

Camerimage 1996:
- najlepszy operator (Geoffrey Simpson)

MFF w Toronto 1996:
- najlepszy film (Scott Hicks)
- nagroda Metro Media (Scott Hicks)

Satelity 1997:
- najlepszy aktor w dramacie (Geoffrey Rush)
- najlepszy aktor drugoplanowy w dramacie (Armin Mueller-Stahl)

Stowarzyszenie Krytyków Filmowych z Los Angeles 1996:
- najlepszy aktor pierwszoplanowy (Geoffrey Rush)

Stowarzyszenie Nowojorskich Krytyków Filmowych (NYFCC) 1996:
- najlepszy aktor pierwszoplanowy (Geoffrey Rush)